# Eriopyga rubrirena
Eriopyga rubrirena är en fjärilsart som beskrevs av George Francis Hampson 1913. Eriopyga rubrirena ingår i släktet Eriopyga och familjen nattflyn. Inga underarter finns listade i Catalogue of Life.